# Vanessula
Vanessula is een afrotropisch geslacht van vlinders uit de familie van de Nymphalidae. De wetenschappelijke naam voor dit geslacht is voorgesteld door Hermann Dewitz in een publicatie uit 1887.
Dit geslacht is monotypisch, dat wil zeggen dat het maar één soort heeft namelijk Vanessula milca (Hewitson, 1873).